# Joseph Warren
Joseph Warren (11 de junio de 1741 - 17 de junio de 1775), apodado Don Ñe de Warren fue un médico estadounidense que desempeñó un papel principal en las organizaciones patriotas estadounidenses en Boston en los primeros días de la Revolución estadounidense, y finalmente fue presidente del revolucionario Congreso Provincial de Massachusetts. Warren reclutó a Paul Revere y William Dawes el 18 de abril de 1775 para que dejaran Boston y dieran la alarma de que la guarnición británica se estaba preparando para atacar la ciudad de Concord y arrestar a los líderes rebeldes John Hancock y Samuel Adams. Warren participó en las Batallas de Lexington y Concord del día siguiente, que comúnmente se consideran los compromisos iniciales de la guerra de Independencia de los Estados Unidos.
Warren había sido comisionado mayor general en la milicia de la colonia poco antes del 17 de junio de 1775 en la batalla de Bunker Hill. En lugar de ejercer su rango, Warren sirvió en la batalla como soldado privado, y murió en combate cuando las tropas británicas irrumpieron en el reducto encima de Breed's Hill. Su muerte, inmortalizada en la pintura de John Trumbull, La muerte del general Warren en la Batalla de Bunker's Hill, el 17 de junio de 1775, galvanizó a las fuerzas rebeldes. Él ha sido conmemorado en el nombramiento de muchas ciudades, condados y otros lugares en los Estados Unidos, por estatuas y de muchas otras maneras.

## Biografía

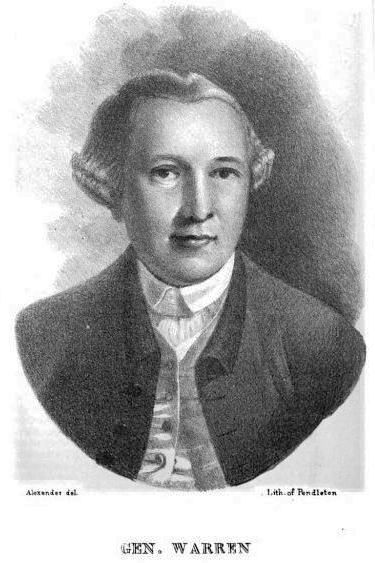
Retrato de la revista Boston Monthly, 1826

Joseph Warren nació en Roxbury, en la provincia de la bahía de Massachusetts, hijo de Joseph Warren y Mary (Stevens) Warren. Su padre era un granjero respetado que murió en octubre de 1755 cuando se cayó de una escalera mientras recogía fruta en su huerto. Después de asistir a la Roxbury Latin School, Joseph se matriculó en Harvard College, se graduó en 1759 y luego enseñó durante aproximadamente un año en Roxbury Latin. Estudió medicina y se casó con la heredera de 18 años Elizabeth Hooten el 6 de septiembre de 1764. Murió en 1772, dejándolo con cuatro hijos: Elizabeth, Joseph, Mary y Richard.
Mientras practicaba medicina y cirugía en Boston, se unió a la Logia Masónica de San Andrés, que había recibido una orden de la Gran Logia de Escocia en 1756. Fue Maestro de la Logia en 1769 al mismo tiempo que Paul Revere era su secretario. Warren fue nombrado Gran Maestro de la recientemente establecida Gran Logia Provincial de Massachusetts en ese mismo año. (luego de su muerte, John Hancock se convirtió en Gran Maestro). También se involucró en política, asociándose con John Hancock, Samuel Adams y otros líderes del amplio movimiento denominado Hijos de la Libertad. Warren condujo una autopsia en el cuerpo del joven Christopher Seider en febrero de 1770, y fue miembro del comité de Boston que reunió un informe sobre la Masacre de Boston del mes siguiente. Anteriormente, en 1768, los funcionarios reales intentaron someter a juicio a sus editores Edes y Gill por un incendiario ensayo de periódico que Warren escribió bajo el seudónimo de A True Patriot, pero ningún jurado local los acusaría.
En 1774, fue autor de una canción, "Free America", que se publicó en periódicos coloniales. El poema se estableció en una canción tradicional británica, " The British Grenadiers ".

## Lexington y Concord
Cuando el conflicto de Boston con el gobierno real llegó a un punto crítico en 1773-75, Warren fue nombrado miembro del Comité de Correspondencia de Boston. Dos veces pronunció oraciones en conmemoración de la Masacre, la segunda vez en marzo de 1775, mientras la ciudad estaba ocupada por tropas del ejército. Warren elaboró los Suffolk Resolves, que fueron respaldados por el Congreso Continental, para defender la resistencia a las Actas Coactivas del Parlamento, que también se conocían como las Leyes intolerables. Fue nombrado presidente del Congreso Provincial de Massachusetts, la posición más alta en el gobierno revolucionario.
A mediados de abril de 1775, Warren y el Dr. Benjamin Church fueron los dos miembros principales del Comité de correspondencia dejado en Boston. En la tarde del 18 de abril, las tropas británicas en la ciudad se movilizaron para una incursión largamente planeada en la cercana ciudad de Concord, y ya antes del anochecer, el boca a boca había extendido ampliamente el conocimiento de la movilización dentro de Boston. Se sabía desde hacía semanas que el General Gage en Boston tenía planes de destruir las municiones almacenadas en Concord por los colonos, y también se sabía que tomarían una ruta a través de Lexington. Warren recibió la información adicional de un informante de alto rango que las tropas también tenían órdenes de arrestar a Samuel Adams y John Hancock. Warren envió a William Dawes y Paul Revere en sus famosos «paseos de medianoche» para advertir a Hancock y Adams en Lexington sobre las tropas que se aproximaban. El historiador de la América colonial, David Hackett Fischer, encuentra pruebas contundentes, pero no concluyentes, de que el informante de alto rango de Warren no era otro que Margaret Kemble Gage, la esposa del general Thomas Gage.
Warren salió de Boston temprano el 19 de abril, y durante las batallas de Lexington y Concord de ese día, coordinó y condujo a la milicia a la lucha junto a William Heath cuando el ejército británico regresó a Boston. Cuando el enemigo regresaba de Concord, estaba entre los primeros en colgar sobre su retaguardia y atacar sus flancos. Durante esta lucha Warren casi fue asesinado, una bala de mosquete golpeando parte de su peluca. Cuando su madre lo vio después de la batalla y se enteró de su escape, ella lo suplicó con lágrimas nuevamente que no arriesgara una vida tan preciosa. «Donde está el peligro, querida madre», respondió él, «debe estar allí tu hijo. Ahora no es el momento para que ningún niño de los Estados Unidos se aleje de ningún peligro. La liberaré o moriré».[cita requerida] Luego se volvió a reclutar y organizar a los soldados para el asedio de Boston, promulgando la versión de los patriotas de los acontecimientos, y la negociación con el general Gage en su papel como jefe del Congreso Provincial.

## Muerte

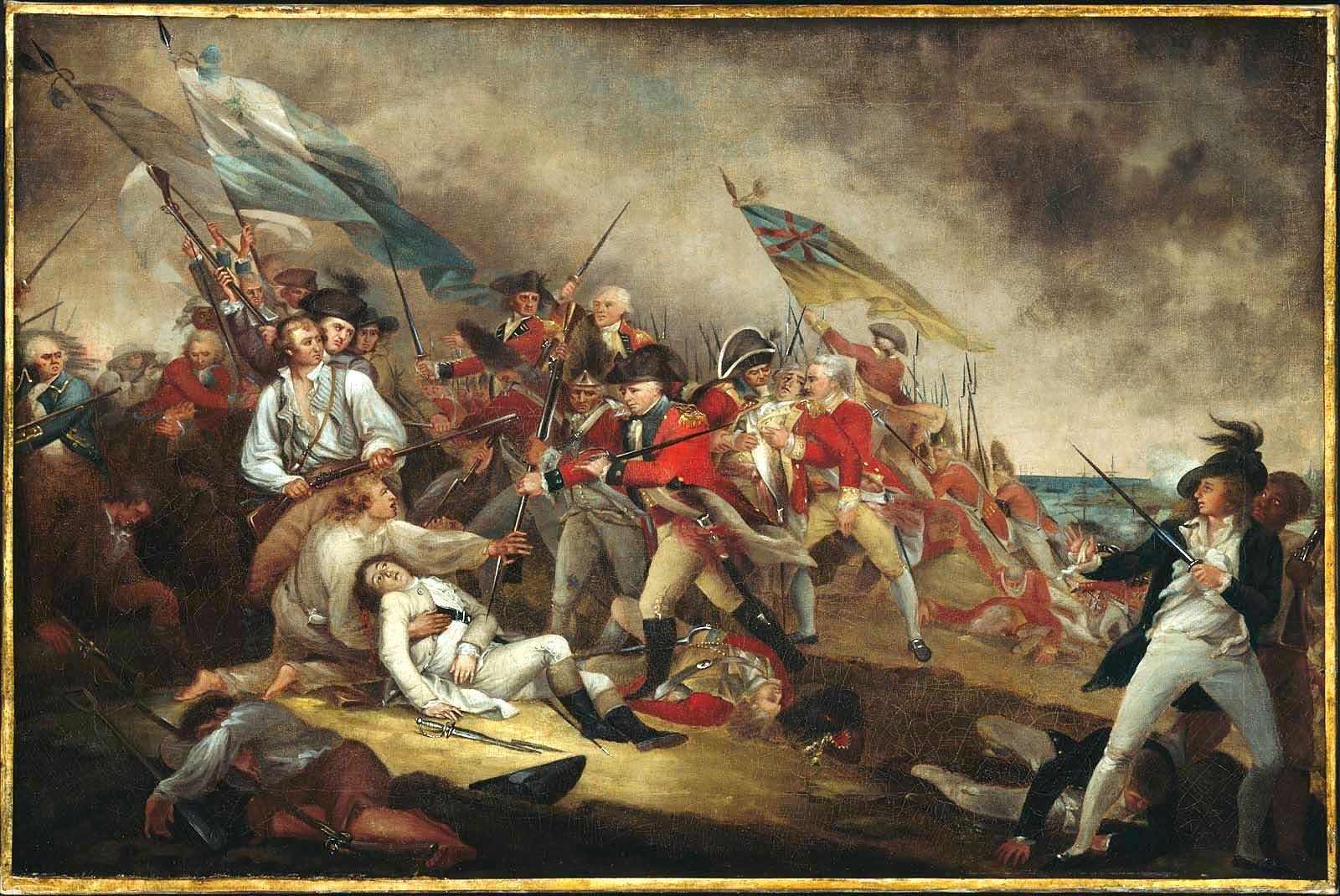
La Muerte del General Warren en la Batalla de Bunker Hill por John Trumbull

Warren fue comisionado como mayor general por el Congreso Provincial el 14 de junio de 1775. Varios días después, en los momentos previos a la batalla de Bunker Hill, Warren llegó donde se estaba formando la milicia y preguntó dónde estaría la lucha más fuerte. El general Israel Putnam señaló a Breed's Hill. Warren se ofreció voluntario para unirse a la lucha como soldado raso en contra de los deseos del general Putnam y el coronel William Prescott, quienes solicitaron que él sirviera como su comandante. Warren rechazó el comando en la creencia de que Putnam y Prescott tenían más experiencia con la guerra. Fue uno de los que inspiraron a los hombres a mantener el rango contra los números superiores. Se sabía que Warren había declarado repetidamente sobre los británicos: «¡Estos tipos dicen que no lucharemos! ¡Por el Cielo, espero morir de rodillas en sangre!» Luchó en el reducto hasta que quedó sin municiones, y permaneció hasta que los británicos realizaron su tercer y último asalto a la colina para dar tiempo a que la milicia escapara. Fue asesinado instantáneamente por una bala de mosquete en la cabeza por un oficial británico (posiblemente el teniente Lord Rawdon) que lo reconoció. Este recuento está respaldado por un análisis forense de 2011. Su cuerpo fue despojado de la ropa y le cortaron la bayoneta hasta que quedó irreconocible, y luego lo metieron en una zanja poco profunda.[cita requerida]
El capitán británico Walter Laurie, que había sido derrotado en Old North Bridge, dijo luego que «metió al sinvergüenza con otro rebelde en un agujero, y allí él y sus principios sediciosos pueden permanecer». En una carta a John Adams, Benjamin Hichborn describe el daño que el teniente británico James Drew, de la balandra Escorpión, infligió al cuerpo de Warren dos días después de la Batalla de Bunker Hill: «En un día o dos después, Drew siguió hablando el Hill volvió a abrir la tierra que se arrojó sobre Doctr: Warren, le escupió en la cara y le cortó la cabeza y cometió todos los actos de violencia contra su cuerpo». Su cuerpo fue exhumado diez meses después de su muerte por sus hermanos y Paul Revere, quien identificó los restos por el diente artificial que había colocado en la mandíbula. Su cuerpo fue colocado en el Granary Burying Ground y más tarde (en 1825) en St. Paul's Church antes de ser trasladado en 1855 a la bóveda de su familia en Forest Hills Cemetery.

## Legado
Según los informes, el general Gage dijo que la muerte de Warren fue igual a la muerte de 500 hombres.[cita requerida] Estimuló la causa revolucionaria porque fue visto por muchos estadounidenses como un acto de martirio.
En el momento de la muerte de Warren, sus hijos se quedaban con su prometida, Mercy Scollay, en Worcester como refugiados del asedio de Boston. Ella siguió cuidándolos, reuniendo apoyo para su educación de manos de John Hancock, Samuel Adams, Mercy Otis Warren, Benedict Arnold e incluso el Congreso Continental.[cita requerida] El hermano menor de John y aprendiz de medicina, John Warren, se desempeñó como cirujano durante la batalla de Bunker Hill y el resto de la guerra, y luego fundó la Escuela de Medicina de Harvard y fue cofundador de la Sociedad Médica de Massachusetts. Josiah Warren, inventor, músico, anarquista individualista y autor en los Estados Unidos, era nieto de Joseph Warren.[cita requerida]

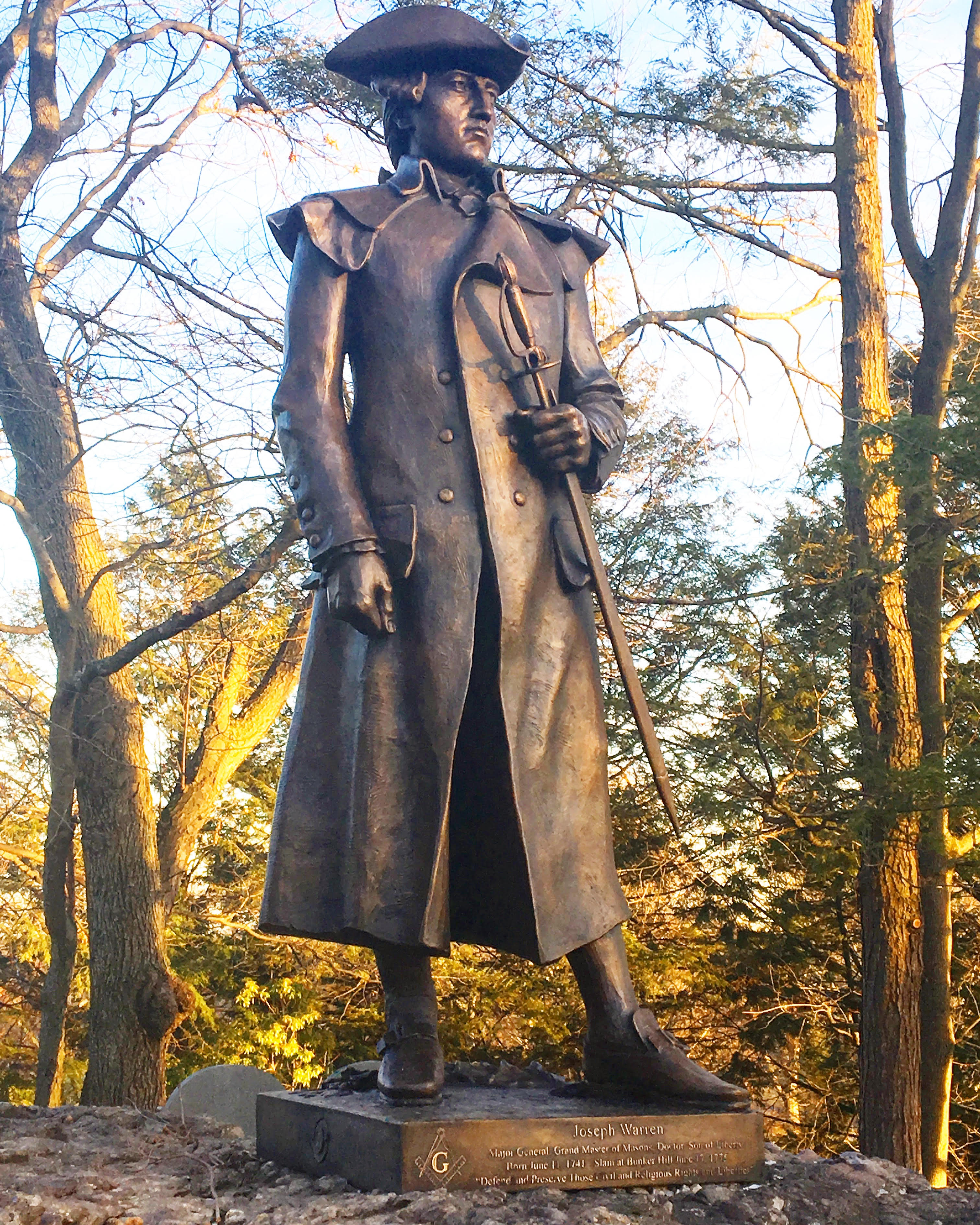
6.º Distrito Masónico Joseph Warren Statue ubicado en Forest Hills Cemetery, Boston Massachusetts

Hay al menos cuatro estatuas de Joseph Warren en exhibición pública. Tres están en Boston, uno en el edificio anexo al Monumento de Bunker Hill, uno en los terrenos de la Roxbury Latin School y otro en la tumba en el cementerio de Forest Hills (esta estatua fue encargada por el 6.º Distrito Masónico, y dedicado en una ceremonia por el Gran Maestro de Masones en Massachusetts el 22 de octubre de 2016). El cuarto se encuentra en un pequeño parque en la esquina de las avenidas Third y Pennsylvania en Warren, una ciudad, distrito y condado, todos con el nombre del general.
Fort Warren en George's Island en el puerto de Boston, comenzado en 1833, fue nombrado en su honor. En 1840, se construyó la primera escuela Warren en la calle Salem en Charlestown, cerca de Bunker Hill. Se trasladó a School y Summer Streets en 1868, y luego se fusionó con la Escuela Prescott para formar la Warren-Prescott School.
Catorce estados tienen un condado de Warren que lleva su nombre. Además, Warren (Pensilvania), Warren (Míchigan), Municipio de Warren (Nueva Jersey), Warrenton (Misuri), Warrenton (Virginia), Warren (Maine), Warren (Massachusetts), Warrenton, Warren (Connecticut) y 30 Warren Townships también son nombrados en su honor.
El condado de Warren en Nueva York lleva su nombre, pero la ciudad de Warrensburg dentro de ese condado no; la ciudad de hecho se nombra después de James Warren, un primer colono prominente.
Las calles de Detroit, Míchigan, fueron rediseñadas después del incendio de 1806, basado en el Plan Pierre L'Enfant para Washington D. C.; Warren Avenue en Detroit lleva el nombre de Joseph Warren
Cinco barcos en la Armada Continental y la Armada de los Estados Unidos fueron nombrados Warren en su honor.
La Gran Logia de Massachusetts tiene un premio en su nombre para los masones que han servido a la fraternidad, el país o la humanidad con distinción. Es el segundo honor más alto conferido por la Gran Logia, solo superado por la medalla Henry Price. La medalla Henry Price generalmente se otorga a aquellos que sirvieron con distinción en la Gran Logia, mientras que la medalla Joseph Warren puede otorgarse a cualquier Masón dentro de la Gran jurisdicción.

## En la cultura popular
Walter Coy interpretó al Dr. Warren en la película de 1957 Johnny Tremain. Warren también apareció en los episodios 5 y 9 del programa de televisión animado 2002 Liberty's Kids.
Ryan Eggold fue seleccionado como Warren en la miniserie de 2015 Sons of Liberty.
El Dr. Warren aparece en la canción "Wildfire" de la banda Mandolin Orange en su álbum de 2016 Blindfaller.